# Estación Zubiaurre
Zubiaurre era una estación ferroviaria, ubicada en el Partido de Coronel Dorrego, en la Provincia de Buenos Aires, Argentina.

## Servicios
Era una pequeña estación del ramal perteneciente al Ferrocarril General Roca, desde la estación Coronel Dorrego hasta la estación Defferrari.
No presta servicios de pasajeros. Sus servicios fueron cancelados en 1961.